# Amo in Tour
(Renato Zero, discorso finale sulle note de Il cielo il 10 febbraio 2014 a Firenze)
Amo in Tour è il nome della ventottesima tournée di Renato Zero, tenutasi dal 27 aprile 2013 al 28 febbraio 2014 in sedici città italiane per un totale di ben 59 concerti e registrando il record di concerti fatti al PalaLottomatica di Roma da un singolo artista con ben 20 sold out. Era collegata ai dischi Amo - Capitolo I e Amo - Capitolo II.

## Lo spettacolo
(discorso di apertura)

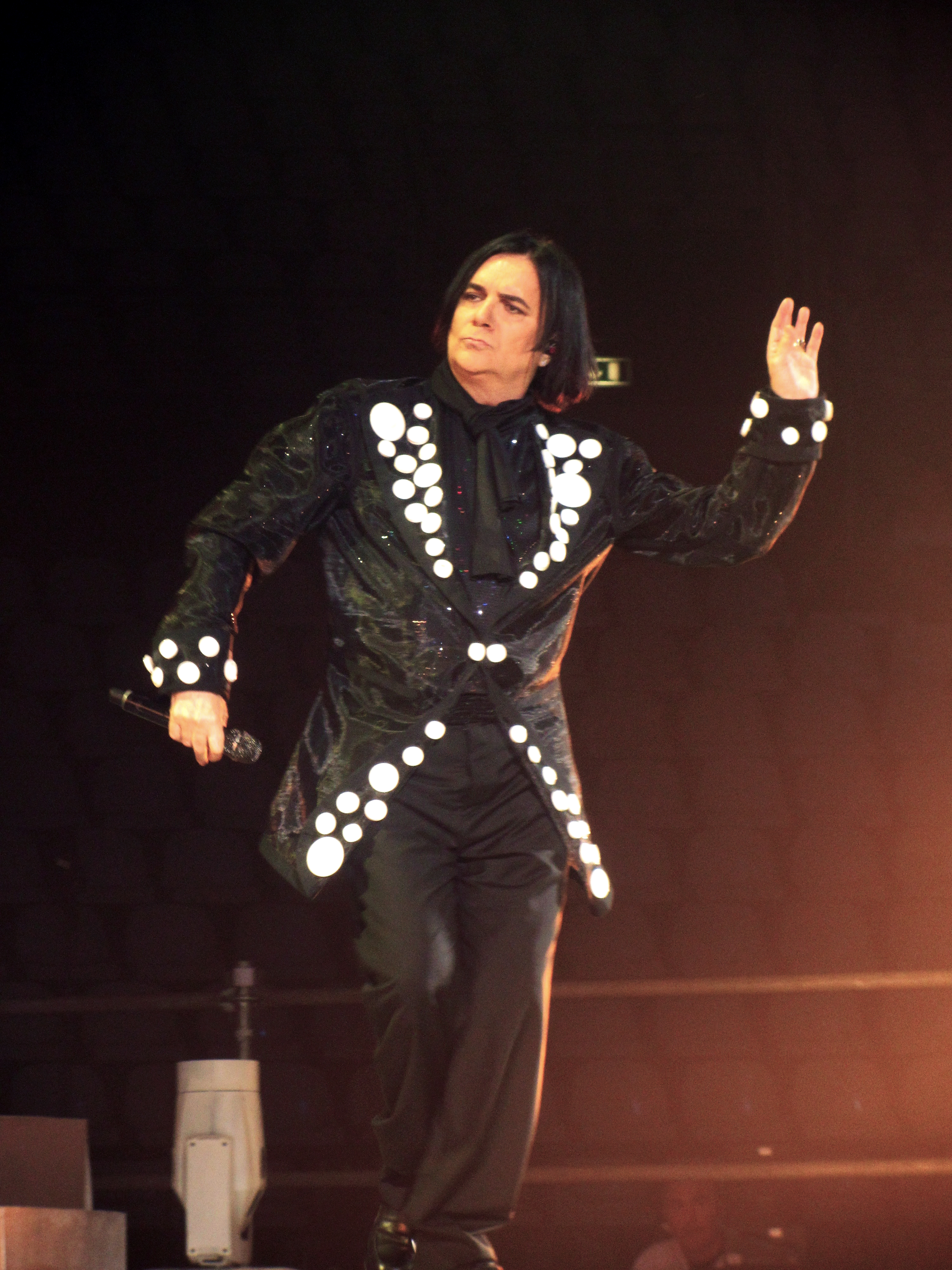
Renato Zero durante Amo in Tour nel 2013

Lo spettacolo, in tutte e tre le fasi in cui era stato suddiviso, si divideva in primo e secondo tempo. La prima parte dello show si chiudeva con Una canzone da cantare avrai, mentre la seconda è stata aperta in diversi modi:
- nella prima parte dell'Amo in Tour (solo a Roma) è stata aperta dalle note di Morire qui
- nella seconda parte dell'Amo in Tour è stata aperta dalle note di Nessuno tocchi l'amore
- nelle tappe invernali a Roma il secondo tempo dello show ha avuto inizio sulle note di Nessuno tocchi l'amore e nella tappa del 16 dicembre 2013 su quelle di amoЯ
- nella terza parte del tour (2014) il secondo tempo ha avuto nuovamente inizio sulle note di Morire qui
- nella prima parte dell'Amo in Tour la seconda fase dello spettacolo è stata aperta in qualche serata da alcune canzoni cantate dagli ospiti presenti.

Il concerto iniziava con un discorso che un "Renato bambino" (interpretato dietro una tela posta sul palco da uno dei ballerini) faceva pregando Dio affinché egli potesse donargli una vita assai difficile e ricca di ostacoli, mettendo a sua disposizione gli "strumenti" necessari affinché Renato potesse diventare Zero. La tela si apriva sulle note di un medley al pianoforte che raccoglieva alcuni fra i più grandi successi di Renato Zero (La favola mia, Niente trucco stasera, Amico, Più su, Cercami, Marciapiedi, Nei giardini che nessuno sa, Uomo, no! e Arrendermi mai). La tela si alzava del tutto sull'assolo di chitarra di Siamo eroi.
La scaletta ha subito vari mutamenti: nelle prime date romane erano presenti brani come La vacanza, Non smetterei più, Svegliatevi poeti, Oramai, L'italiana e Tutto inizia sempre da un sì, poi eliminati.
In scaletta erano presenti anche i video di Un'apertura d'ali, Madame 2013 (eliminato nelle date invernali a Pesaro e Roma) e Alla fine (inserito a partire dal 1º febbraio 2014 a Brescia, mentre Renato eseguiva la canzone dal vivo, ed eliminato insieme alla canzone stessa in qualche data a causa della mancanza di voce da parte di Renato). Durante l'esecuzione de Il carrozzone, sullo schermo apparivano i nomi di vari artisti italiani scomparsi.
A partire dalla prima data di Pesaro, quando cantava il coro sullo schermo del palco comparivano "tre Renato Zero" (aventi un cappello rosso, uno bianco e uno nero) che "cantavano".
I ballerini ingaggiati per questo tour ballavano nelle seguenti canzoni: Chiedi di me, L'ammucchiata, La pace sia con te, Vizi e desideri, I '70, Baratto, Medley Triangolo/Mi vendo, Titoli di coda e Madame 2013; al termine dell'esecuzione de Il cielo, passando per il pubblico, gli stessi ballerini innalzavano sul palco un telo.
In un'intervista per TGcom24, Renato aveva affermato di voler portare il concerto anche in una importante data all'estero, ispirato da alcuni turisti incontrati in Vaticano.

### I costumi

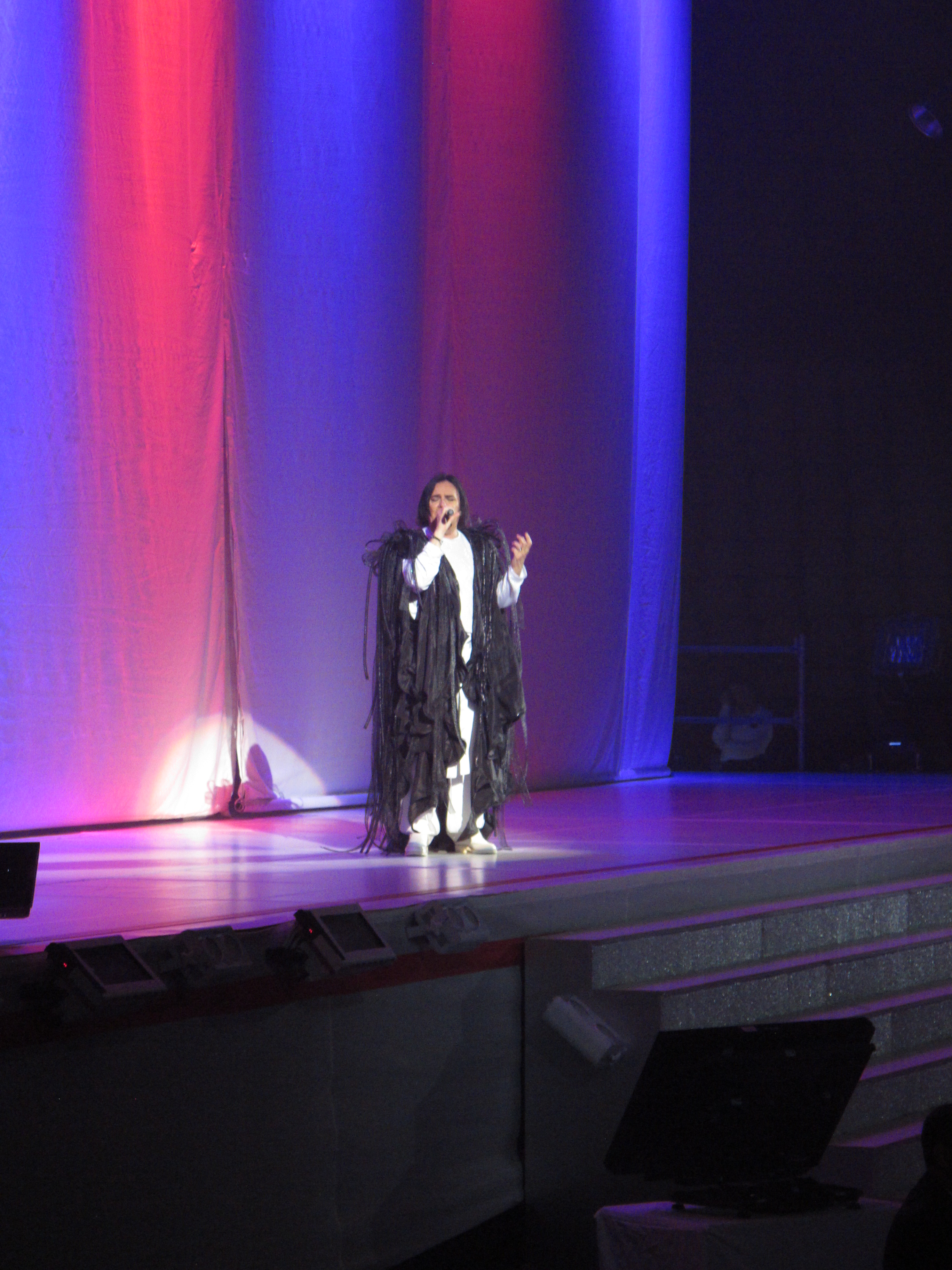
Renato Zero esegue il medley d'apertura durante la tappa del 4 maggio 2013 al PalaLottomatica di Roma

I costumi portati in scena da Renato in questo concerto erano 16 (stando alle ultime tappe e se si escludono gli "accessori" come la parabola utilizzata durante Titoli di coda):
- Mantello nero su abito bianco per il medley iniziale e Siamo eroi
- Giacca, pantaloni e scarpe bianchi per Chiedi di me e A braccia aperte
- Maglia bianca con paillettes e giacca rossa per Voglia d'amare
- Vestaglia blu per L'ammucchiata
- Giacca grigia con paillettes su maglia bianca per La fabbrica dei sogni, Angelina e Una canzone da cantare avrai
- Giacca con matite colorate e temperamatite per La pace sia con te (in alcune date il costume per questa canzone era simile a quello precedentemente descritto) e Lu
- Giacca bianca e rossa per Vizi e desideri
- Giacca lunga, pantaloni e scarpe neri per Morire qui, I '70 e Magari
- Giacca con bottoni di medie e grandi dimensioni, pantaloni e scarpe neri per Baratto
- Giacca blu con paillettes e pantaloni, maglietta e scarpe nere per Nessuno tocchi l'amore (solo nel Gran Finale del tour), Ti porterò con me (solo nel Gran Finale del tour), il medley Triangolo / Mi vendo e Titoli di coda (con antenna parabolica sulla testa)
- Giacca utilizzata nel videoclip de Alla fine, pantaloni e scarpe neri per Alla fine
- Vestito luccicante, che copre anche la testa di Renato (e ritratto anche nel cofanetto Amo - Capitolo III) per Il progetto magnifico
- Giacca blu con lembi d'apertura neri, pantaloni, maglietta e scarpe neri per Vola alto
- Giacca, pantaloni e scarpe neri per Nessuno tocchi l'amore (nella maggior parte delle date, ma non in quelle del Gran Finale), amoЯ (solo a Roma, dicembre 2013) e La vita che mi aspetta
- Giacca lunga rossa con pantaloni, maglietta e scarpe nere per Il carrozzone
- Abito nero (rosso all'interno) nella prima parte del tour per Tutto inizia sempre da un sì e dalla seconda in poi per Il principe dell'eccentricità
- Abito turchese già presentato agli otto concerti-evento denominati Sei Zero, tenutisi a Roma dal 29 settembre al 9 ottobre 2010.

## Date
| #             | Data              | Città       | Luogo                |
| Prima parte   | Prima parte       | Prima parte | Prima parte          |
| ------------- | ----------------- | ----------- | -------------------- |
| 1             | 27 aprile 2013    | Roma        | PalaLottomatica      |
| 2             | 29 aprile 2013    | Roma        | PalaLottomatica      |
| 3             | 30 aprile 2013    | Roma        | PalaLottomatica      |
| 4             | 3 maggio 2013     | Roma        | PalaLottomatica      |
| 5             | 4 maggio 2013     | Roma        | PalaLottomatica      |
| 6             | 9 maggio 2013     | Roma        | PalaLottomatica      |
| 7             | 10 maggio 2013    | Roma        | PalaLottomatica      |
| 8             | 12 maggio 2013    | Roma        | PalaLottomatica      |
| 9             | 13 maggio 2013    | Roma        | PalaLottomatica      |
| 10            | 15 maggio 2013    | Roma        | PalaLottomatica      |
| 11            | 16 maggio 2013    | Roma        | PalaLottomatica      |
| 12            | 18 maggio 2013    | Roma        | PalaLottomatica      |
| 13            | 19 maggio 2013    | Roma        | PalaLottomatica      |
| 14            | 21 maggio 2013    | Roma        | PalaLottomatica      |
| 15            | 22 maggio 2013    | Roma        | PalaLottomatica      |
| Seconda parte |                   |             |                      |
| 16            | 10 settembre 2013 | Milano      | Mediolanum Forum     |
| 17            | 11 settembre 2013 | Milano      | Mediolanum Forum     |
| 18            | 13 settembre 2013 | Milano      | Mediolanum Forum     |
| 19            | 14 settembre 2013 | Milano      | Mediolanum Forum     |
| 20            | 16 settembre 2013 | Milano      | Mediolanum Forum     |
| 21            | 17 settembre 2013 | Milano      | Mediolanum Forum     |
| 22            | 10 ottobre 2013   | Padova      | PalaFabris           |
| 23            | 12 ottobre 2013   | Padova      | PalaFabris           |
| 24            | 13 ottobre 2013   | Padova      | PalaFabris           |
| 25            | 15 ottobre 2013   | Bologna     | Unipol Arena         |
| 26            | 16 ottobre 2013   | Bologna     | Unipol Arena         |
| 27            | 18 ottobre 2013   | Firenze     | Nelson Mandela Forum |
| 28            | 19 ottobre 2013   | Firenze     | Nelson Mandela Forum |
| 29            | 21 ottobre 2013   | Firenze     | Nelson Mandela Forum |
| 30            | 22 ottobre 2013   | Firenze     | Nelson Mandela Forum |
| 31            | 24 ottobre 2013   | Firenze     | Nelson Mandela Forum |
| 32            | 26 ottobre 2013   | Firenze     | Nelson Mandela Forum |
| 33            | 28 ottobre 2013   | Torino      | Palasport Olimpico   |
| 34            | 30 ottobre 2013   | Torino      | Palasport Olimpico   |
| 35            | 31 ottobre 2013   | Torino      | Palasport Olimpico   |
| 36            | 8 novembre 2013   | Eboli       | PalaSele             |
| 37            | 9 novembre 2013   | Eboli       | PalaSele             |
| 38            | 12 novembre 2013  | Bari        | PalaFlorio           |
| 39            | 13 novembre 2013  | Bari        | PalaFlorio           |
| 40            | 15 novembre 2013  | Acireale    | PalaTupparello       |
| 41            | 16 novembre 2013  | Acireale    | PalaTupparello       |
| 42            | 13 dicembre 2013  | Pesaro      | Adriatic Arena       |
| 43            | 14 dicembre 2013  | Pesaro      | Adriatic Arena       |
| 44            | 16 dicembre 2013  | Roma        | PalaLottomatica      |
| 45            | 18 dicembre 2013  | Roma        | PalaLottomatica      |
| 46            | 19 dicembre 2013  | Roma        | PalaLottomatica      |
| 47            | 21 dicembre 2013  | Roma        | PalaLottomatica      |
| 48            | 22 dicembre 2013  | Roma        | PalaLottomatica      |
| Terza parte   |                   |             |                      |
| 49            | 1º febbraio 2014  | Brescia     | Fiera                |
| 50            | 4 febbraio 2014   | Milano      | Mediolanum Forum     |
| 51            | 5 febbraio 2014   | Milano      | Mediolanum Forum     |
| 52            | 7 febbraio 2014   | Bologna     | Unipol Arena         |
| 53            | 10 febbraio 2014  | Firenze     | Nelson Mandela Forum |
| 54            | 11 febbraio 2014  | Firenze     | Nelson Mandela Forum |
| 55            | 13 febbraio 2014  | Livorno     | Modigliani Forum     |
| [ 15 ]        | 15 febbraio 2014  | Livorno     | Modigliani Forum     |
| [ 15 ]        | 16 febbraio 2014  | Livorno     | Modigliani Forum     |
| [ 15 ]        | 18 febbraio 2014  | Ancona      | PalaRossini          |
| [ 15 ]        | 21 febbraio 2014  | Mantova     | PalaBam              |
| 56            | 23 febbraio 2014  | Livorno     | Modigliani Forum     |
| 57            | 24 febbraio 2014  | Livorno     | Modigliani Forum     |
| 58            | 26 febbraio 2014  | Mantova     | PalaBam              |
| 59            | 28 febbraio 2014  | Ancona      | PalaRossini          |

## Scaletta

### Roma

#### Primo tempo
1. Medley:
  1. La favola mia
  2. Niente trucco stasera
  3. Amico
  4. Più su
  5. Cercami
  6. Marciapiedi
  7. Nei giardini che nessuno sa
  8. Uomo, no
  9. Arrendermi mai
2. Siamo eroi
3. Chiedi di me
4. A braccia aperte
5. L'italiana
6. Voglia d'amare
7. L'ammucchiata
8. Il nostro mondo
9. Non smetterei più (brano eseguito solo il 27 aprile)
10. Angelina
11. La pace sia con te
12. Lu
13. Svegliatevi poeti (brano eseguito solo il 27, 29, 30 aprile, 3 e 4 maggio)
14. Vizi e desideri
15. Una canzone da cantare avrai

#### Secondo tempo
1. Morire qui
2. I '70
3. La vacanza (brano eseguito solo il 27 aprile)
4. Oramai
5. Baratto
6. Un'apertura d'ali (video)
7. Tutto inizia sempre da un sì
8. Medley:
  1. Triangolo
  2. Mi vendo
9. Dovremmo imparare a vivere
10. Fortuna
11. Vola alto
12. La vita che mi aspetta[20]
13. Madame (P. Galeazzi Remix) (video)
14. Il carrozzone
15. Il cielo

#### Ospiti
Tutte le esibizioni di e con ospiti sono state collocate all'inizio del secondo tempo, prima di Morire qui.
- Giuliano Sangiorgi (29 aprile): Estate, E la pioggia che va (con Renato Zero)
- Biagio Antonacci (9 maggio): Se è vero che ci sei, Dimmi chi dorme accanto a me (con Renato Zero)
- Christian De Sica (13 maggio): Roma nun fa' la stupida stasera (con Renato Zero)
- Antonello Venditti (22 maggio): Notte prima degli esami, Roma capoccia (con Renato Zero)

### Milano, Padova, Bologna, Firenze, Torino, Eboli, Bari e Acireale

#### Primo tempo
1. Medley:
  1. La favola mia
  2. Niente trucco stasera
  3. Amico
  4. Più su
  5. Cercami
  6. Marciapiedi
  7. Nei giardini che nessuno sa
  8. Uomo, no
  9. Arrendermi mai
2. Siamo eroi
3. Chiedi di me
4. A braccia aperte
5. Voglia d'amare
6. L'ammucchiata
7. Il nostro mondo
8. Angelina
9. Lu
10. La pace sia con te
11. Vizi e desideri
12. Una canzone da cantare avrai

#### Secondo tempo
1. Nessuno tocchi l'amore **
2. I '70
3. Magari
4. Baratto
5. Un'apertura d'ali *
6. Morire qui
7. Dovremmo imparare a vivere
8. Vola alto
9. La fabbrica dei sogni**
10. Il progetto magnifico ***
11. La vita che mi aspetta
12. Il carrozzone
13. Madame (P. Galeazzi Remix) (video)
14. Il principe dell'eccentricità **
15. Il cielo

* Questi brani non erano cantati dal vivo ma ne venivano trasmessi i videoclip.
** Brani inediti cantati in anteprima durante il concerto e che poi sarebbero stati inseriti nel nuovo album Amo - Capitolo II, uscito il 29 ottobre 2013.
- Dal 10 ottobre è stato eliminato il brano Fortuna.
- Dal 9 novembre è stato rimosso il brano Nuovamente ed è stato inserito La fabbrica dei sogni.
- Dal 13 novembre è stato rimosso "Medley:Triangolo/Mi Vendo" ed è stato inserito "Il Progetto magnifico".
- Nella tappa del 19 ottobre al Nelson Mandela Forum di Firenze, prima de Il carrozzone è stata ri-eseguita Nessuno tocchi l'amore.[21]

#### Pesaro e Roma
La scaletta era inframmezzata da un intervallo di 15 minuti. Il primo tempo si concludeva al termine di Una canzone da cantare avrai, mentre il secondo tempo iniziava sulle note di Nessuno tocchi l'amore, a eccezione della data del 16 dicembre 2013 a Roma, durante la quale il secondo tempo è iniziato sulle note di amoЯ.
Le canzoni amoЯ e Alla fine sono state cantate solo nelle cinque date romane.
Questa la scaletta della prima parte invernale della tournée:

##### Primo tempo
1. Medley: La favola mia/Niente trucco stasera/Amico/ Più su/Cercami/Marciapiedi/Nei giardini che nessuno sa/Uomo no/ Arrendermi mai
2. Siamo eroi
3. Chiedi di me
4. A braccia aperte
5. Voglia d'amare
6. Angelina
7. Sia neve
8. Lu
9. La pace sia con te
10. L'ammucchiata
11. Ti porterò con me
12. Una canzone da cantare avrai

#### Secondo tempo
1. Nessuno tocchi l'amore
2. amoЯ
3. I '70
4. Magari
5. Baratto
6. Un'apertura d'ali (video)
7. Morire qui
8. Alla fine
9. La fabbrica dei sogni
10. Titoli di coda
11. Vola alto
12. Il progetto magnifico
13. La vita che mi aspetta
14. Il carrozzone
15. Il principe dell'eccentricità
16. Il cielo

- Nella tappa del 22 dicembre, dopo Magari, Loredana Bertè ha cantato la sua Sei bellissima.[22][23]

### Terza parte (Gran Finale)
| Brani eseguiti | 01/02 | 04/02 | 05/02 | 07/02 | 10/02 | 11/02 | 13/02 | 23/02 | 24/02 | 26/02 | 28/02 |
| Medley: La favola mia/ Niente trucco stasera/ Amico/ Più su/ Cercami/ Marciapiedi/ Nei giardini che nessuno sa/Uomo, no/ Arrendermi mai | 1     | 1     | 1     | 1     | 1     | 1     | 1     | 1     | 1     | 1     | 1     |
| Siamo eroi | 2     | 2     | 2     | 2     | 2     | 2     | 2     | 2     | 2     | 2     | 2     |
| Chiedi di me | 3     | 3     | 3     | 3     | 3     | 3     | 3     | 3     | 3     | 3     | 3     |
| A braccia aperte | 4     | 4     | 4     | 4     | 4     | 4     | 4     | 4     | 4     | 4     | 4     |
| Voglia d'amare | 5     | 5     | 5     | 5     | 5     | 5     | 5     | 5     | 5     | 5     | 5     |
| L'ammucchiata | 6     | 6     | 6     | 6     | 6     | 6     | 6     | 6     | 6     | 6     | 6     |
| Angelina | 7     | 7     | 7     | 7     | 7     | 7     | 7     | 7     | 7     | 7     | 7     |
| La fabbrica dei sogni | 8     | 8     | 8     | 8     | 8     | 8     | 8     | 8     | 8     | 8     | 8     |
| Lu | 9     | 9     | 9     | 9     | 9     | 9     | 9     | 9     | 9     | 9     | 9     |
| La pace sia con te | 10    | 10    | 10    | 10    | 10    | 10    | 10    | 10    | 10    | 10    | 10    |
| Vizi e desideri | 11    | 11    | 11    | 11    | 11    | 11    | 11    | 11    | 11    | 11    | 11    |
| Una canzone da cantare avrai | 12    | 12    | 12    | 12    | 12    | 12    | 12    | 12    | 12    | 12    | 12    |
| Morire qui | 13    | 13    | 13    | 13    | 13    | 13    | 13    | 13    | 13    | 13    | 13    |
| I '70 | 14    | 14    | 14    | 14    | 14    | 14    | 14    | 14    | 14    | 14    | 14    |
| Magari | 15    | 15    | 15    | 15    | 15    | 15    | 15    | 15    | 15    | 15    | 15    |
| Baratto | 16    | 16    | 16    | 16    | 16    | 16    | 16    | 16    | 16    | 16    | 16    |
| Un'apertura d'ali* | 17    | 17    | 17    | 17    | 17    | 17    | 17    | 17    | 17    | 17    | 17    |
| Nessuno tocchi l'amore | 18    | 18    | 18    | 18    | 18    | 18    | 18    | 18    | 18    | 18    | 18    |
| Ti porterò con me | 19    | 19    | 19    | 19    | 19    | 19    | 19    | 19    | 19    | 19    | 19    |
| Medley: Triangolo/ Mi vendo | 20    | 20    | 20    | 20    | 20    | 20    | 20    | 20    | 20    | 20    | 20    |
| Alla fine** | 21    | 21    | 21    | 21    | 21    | 21    |       |       |       |       |       |
| Titoli di coda | 22    | 22    | 22    | 22    | 22    | 22    | 21    | 21    | 21    | 21    | 21    |
| Il progetto magnifico | 23    | 23    | 23    | 23    | 23    | 23    |       |       |       |       |       |
| Vola alto | 24    | 24    | 24    | 24    | 24    | 24    | 22    | 22    | 22    | 22    | 22    |
| La vita che mi aspetta | 25    | 25    | 25    | 25    | 25    | 25    | 23    | 23    | 23    | 23    | 23    |
| Il carrozzone | 26    | 26    | 26    | 26    | 26    | 26    | 24    | 24    | 24    | 24    | 24    |
| Madame 2013* | 27    | 27    | 27    | 27    | 27    | 27    | 25    | 25    | 25    | 25    | 25    |
| Il principe dell'eccentricità | 28    | 28    | 28    | 28    | 28    | 28    | 26    |       |       |       |       |
| Il cielo | 29    | 29    | 29    | 29    | 29    | 29    | 27    | 26    | 26    | 26    | 26    |

* Questi brani non erano cantati dal vivo ma ne venivano trasmessi i videoclip.
** Questo brano era cantato dal vivo mentre ne veniva trasmesso il videoclip.
- Nella serata del 15 febbraio 2014 Renato, prima di interrompere lo spettacolo a causa della febbre e della mancanza di voce, ha cantato: Il jolly, Inventi, il medley composto da Triangolo e Mi vendo, Chiedi di me, Madame 2013, Baratto, Magari, Un'apertura d'ali e Morire qui.[24]

## PalaZero
Così come avvenuto per la serie di concerti-evento Sei Zero, anche questa volta la prima parte del tour di Renato Zero si è svolta interamente a Roma (al Sei Zero in Piazza di Siena e questa volta, invece, al PalaLottomatica).

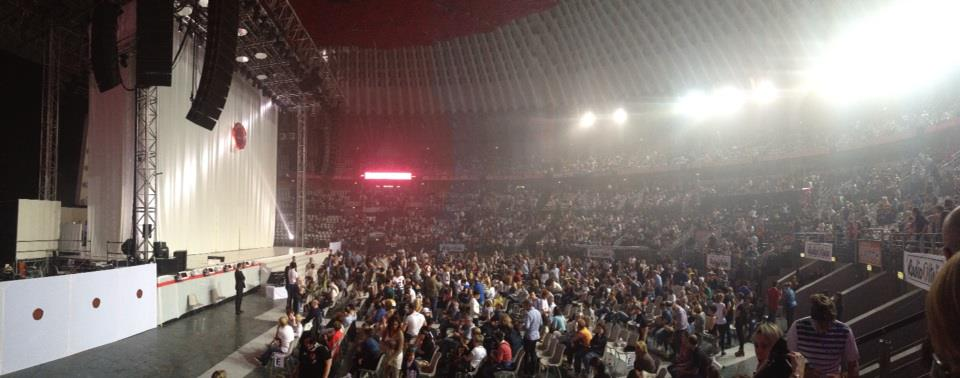
La scenografia del palco installato al PalaZero

Il PalaLottomatica è stato modificato per poter diventare quella che è stata definita "la dimora degli zerofolli" per un mese.
Definito PalaZero, durante il mese dei concerti ha ospitato anche due mostre (aperte al pubblico alle ore 19, due ore prima dell'inizio del concerto): nella prima sono stati esposti alcuni abiti di scena della carriera di Renato (molti già presenti nella mostra del "SeiZero") e alcuni pannelli con foto provenienti da alcuni servizi fotografici, primo fra tutti quello di "Capitan Zero"; nella seconda mostra è stata data, invece, la possibilità a un gran numero di artigiani di esporre il proprio creato e di spiegare il proprio mestiere al pubblico (il tutto per dare più valore all'artigianato e al nostro Paese).
All'interno del PalaLottomatica sono stati allestiti anche un videobox e dei mega backdrop; nel primo è stato possibile lasciare un videomessaggio a Renato Zero, mentre nei secondi è stato possibile "diventare" Renato Zero per giusto il tempo di qualche fotografia.
Il PalaLottomatica è stato nuovamente definito PalaZero durante i cinque concerti tenutisi dal 16 dicembre al 22 dicembre 2013, gli ultimi della seconda tranche di concerti dell'Amo in Tour.

## Musicisti
- Danilo Madonia - tastiere
- Bruno Giordana - tastiere e sax
- Paolo Costa - basso
- Rosario Jermano - percussioni
- Giorgio Cocilovo - chitarre
- Phil Palmer - chitarre
- Stefano Senesi - pianoforte
- Lele Melotti - batteria
- Orchestra di 35 elementi diretta dal maestro Renato Serio.[29]

## Corpo di ballo
Per quanto riguarda le coreografie, per l'ennesima volta Renato si è affidato al grande coreografo Bill Goodson, con cui collabora stabilmente da una decina di anni. 12 ballerini si sono alternati sul palco. I loro nomi sono:
- Michele Moretti
- Leonardo Bonfitto
- Jolomi Urunden
- Francesca Romana Di Maio
- Nino Demonteverde
- Gianluca Francese
- Massimiliano Balestra
- Francesco “MottEasy” Mottisi
- Francesco Carew Cariello
- Likka Silvia Marti
- Macia Del Prete
- Beatrice Zancanaro
- Sara Facciolini

## Incassi
L'incasso totale della prima parte della tournée è stato da record: ben 105.000 spettatori hanno assistito ai 15 concerti romani.
Qualche settimana prima delle date di Pesaro e in contemporanea alla pubblicazione delle date del Gran Finale (terza parte), la seconda parte del tour ha raggiunto i 305.000 spettatori (che sommati ai 105.000 spettatori dei concerti romani fanno un totale di 410.000 spettatori).
Più di 2000 biglietti per la tappa di Ancona (28 febbraio 2014) sono stati venduti in meno di 4 ore dalla messa in vendita di essi.
Il 28 febbraio 2014 (giorno dell'ultima tappa dell'Amo in Tour) è stato ufficializzato che questo spettacolo è stato visto da 362.416 spettatori.

## Radio ufficiale e organizzatore ufficiale
Radio Italia solomusicaitaliana è stata la radio ufficiale dell'Amo in Tour in tutte e tre le fasi della tournée.
L'organizzazione di questi concerti/eventi è stata affidata a F&P Group.